# Monodontides kolari
Monodontides kolari is een vlinder uit de familie van de Lycaenidae. De wetenschappelijke naam van de soort is voor het eerst gepubliceerd in 1926 door Carl Ribbe.
De soort komt voor in Indonesië (Sulawesi).